# Halbfabrikat
Halbfabrikat (Halbfertigerzeugnis (analog zu Fertigerzeugnis), Halbfertigprodukt, unfertige Erzeugnisse, unfertige Leistungen) ist in der Produktionswirtschaft und im Rechnungswesen die Bezeichnung für nicht vollständig fertiggestellte Produkte, die später zu Fertigerzeugnissen weiterverarbeitet werden.

## Allgemeines
Der Zustand als unfertige Erzeugnisse ist darauf zurückzuführen, dass Produktionsprozesse nicht immer bis zum Bilanzstichtag abgeschlossen werden können. Der Bilanzstichtag stellt für den Produktionsprozess eine künstliche Zäsur dar. Die am Bilanzstichtag nicht fertiggestellten Produkte müssen zunächst in ihrem unfertigen Status auf Lager genommen und nach dem Bilanzstichtag fertig produziert werden. Dies ist der Rechnungsabgrenzung mit ihrem Grundsatz der Periodenabgrenzung geschuldet. Betriebswirtschaftlich haben Halbfabrikate den Status der Roh-, Hilfs- und Betriebsstoffe (RHB) durch erste Produktionsphasen bereits überschritten, jedoch den Zustand der Marktreife noch nicht erreicht.
Abzugrenzen sind Halbfabrikate von Vorleistungsgütern und Werkstücken, die später wesentlicher Bestandteil eines Endproduktes werden (Halbzeuge, Rohlinge). Diese Vorprodukte gelten als Fertigerzeugnisse in Unternehmen der Vorproduktion (Zulieferer), weil deren Betriebszweck lediglich die Herstellung eines Vorproduktes vorsieht. So gilt bei Automobilzulieferern der Kotflügel als Endprodukt, geht aber bei Kraftfahrzeugherstellern als Vorprodukt in die PKW-Produktion ein.

## Bilanzierung
Nach § 266 Abs. 2 Ziff. B I 2 HGB sind Halbfabrikate als „unfertige Erzeugnisse, unfertige Leistungen“ auf der Aktivseite der Bilanz im Umlaufvermögen zu bilanzieren. Der Gesetzgeber verlangt eine von Fertigerzeugnissen getrennte Bilanzposition, weil die Herstellungskosten unfertiger Erzeugnisse wesentlich geringer sind als der Marktwert fertiger Produkte. In der Gewinn- und Verlustrechnung hingegen werden bei Bestandsveränderungen Fertig- und Halbfertigprodukte zusammengefasst (§ 275 Abs. 2 Nr. 2 HGB).

## Rechtsfragen
Fraglich ist, ob Halbfabrikate unter den Anwendungsbereich des Produktsicherheitsgesetzes (ProdSG) fallen. Das ProdSG gilt, „wenn im Rahmen einer Geschäftstätigkeit Produkte auf dem Markt bereitgestellt, ausgestellt oder erstmals verwendet werden“ (§ 1 Abs. 1 ProdSG). Jedenfalls sind nach § 2 Nr. 27 ProdSG Produkte erst „verwendungsfertig, wenn sie bestimmungsgemäß verwendet werden können, ohne dass weitere Teile eingefügt zu werden brauchen“. Darunter sind implizit auch Halbfabrikate enthalten, die somit nicht als verwendungsfertig gelten.

## Betriebswirtschaftliche Aspekte
Insbesondere Unternehmen mit langen Produktionszeiten wie Bauindustrie, Anlagenbau, Flugzeugbau oder Schiffbau weisen in ihren Bilanzen einen hohen Anteil unfertiger Produkte aus. Diese Produktionszeiten können sogar über mehrere Bilanzstichtage hinweg andauern. Betroffene Unternehmen besitzen wegen einer hohen Kapitalbindung einen großen Kapitalbedarf, den sie typischerweise ganz oder teilweise durch Kundenkredite (Vorauszahlungen, Anzahlungen, Abschlagszahlungen) finanzieren. Die Lager werden zumeist nach Lager für RHB, Halbfabrikate und Endprodukte getrennt. Die Herstellkosten von eigengefertigten Halbfabrikaten werden in der Regel mit einem jährlich festgelegten Standardkostensatz vorkalkuliert. In der Nachkalkulation werden dann Ist-Herstellkosten an den Standardkosten gemessen und können so mittels Abweichungsanalyse genauer untersucht werden. Werden Halbfabrikate ins Ausland geliefert, um dort fertig produziert und danach re-importiert zu werden, so spricht man von einem Outward Processing Trade.
Halbfabrikate werden auch Vorleistungsgüter genannt, wenn sie in einem anderen Unternehmen zu einem Endprodukt weiterverarbeitet werden. So bezieht ein Automobilhersteller beispielsweise im Rahmen der Fremdfertigung Autoreifen vom Reifenhersteller und baut sie im Rahmen der Eigenfertigung in die Automobile ein. Für den Reifenhersteller sind die Autoreifen ein Fertigprodukt, aus Sicht des Autoherstellers handelt es sich um ein Halbfabrikat.